# Can Crous
Can Crous és una masia de Sant Feliu de Buixalleu (Selva) inclosa a l'Inventari del Patrimoni Arquitectònic de Catalunya.

## Descripció
Masia aïllada, orientada al sud, situada al barri de Gaserans, dins el municipi de Sant Feliu de Buixalleu.
Consta de planta baixa i pis, i té la coberta a doble vessant amb el ràfec doble.
A la planta baixa, hi ha la porta d'entrada amb impostes, i al costat una finestra amb brancals i llinda de pedra.
A la part superior, la finestra central segueix la mateixa tipologia d'arc que la de la porta. La finestra de l'esquerra té arc conopial amb arquets, i uns relleus geomètrics als carcanyols i a les impostes.
Hi ha dos contraforts que reforcen els murs de l'edifici a cada una de les cantonades que donen a la façana principal.
Hi ha altres edificacions annexes, que es troben en molt mal estat de conservació.
Hi ha un rellotge de sol a la façana lateral dreta, amb les dates 1872 i 1982.

## Història
El rellotge de sol que hi ha al mur E té inscrita la data 1872, tot i que sembla que la masia devia existir ja als segles XV-XVI.